# Two Fencers
Two Fencers é um filme mudo francês em curta-metragem de 1891, dirigido por Étienne-Jules Marey. Mostra dois esgrimistas em duelo. 
Este curta traz uma promessa de movimento melhor do que qualquer outra coisa produzida nesse período. Compara-se muito favoravelmente com o boxe apresentado pela dupla estadunidense William K.L. Dickson e William Heise em Men Boxing, outro curta do mesmo ano, em que os dois pugilistas realmente não fazem contato.

## Ligações Externas
- Two Fencers. no IMDb.